# 卷曲放线菌属
卷曲放线菌属（学名：Actinocrispum），是伪诺卡氏菌科下的一个属。

## 下属分类
- Actinocrispum wychmicini Hatano et al. 2016